# Aloszetron
Az aloszetron  az irritábilisbél-szindróma (IBS) súlyos eseteinek gyógyszere. Olyan nőknek adják, akinél a betegség hasmenéssel társul, és más szerre nem reagál.
Az IBS oka nem ismert. Egyes eseteit a szerotonin okozhatja, mely túlságosan felgyorsítja a bélműködést. Az aloszetron szelektív és rendkívül hatékony 5-HT3-antagonista: a szerotonin bélre gyakorolt hatását gátolja. Ez csökkenti a bélgörcs okozta fájdalmat, a hasi görcsöket, diszkomfortérzést és a hasmenést.
Az aloszetron tüneti kezelésre való. Nem gyógyítja az IBS-t, és az IBS-nek csak bizonyos eseteiben használ, továbbá súlyos mellékhatásai lehetnek, ezért a szedés során fontos a rendszeres orvosi ellenőrzés.

## Alkalmazás
Az átlagos adag felnőttek esetén fél mg naponta kétszer, 4 héten keresztül. Az orvos újabb 4 hétre és napi 2×1 mg-ra növelheti az adagot.
Állatkísérletekben nem tapasztaltak káros mellékhatást terhesség esetén, de nem végeztek ezt kizáró vizsgálatokat. Patkányok esetén a szer és anyagcseretermékei átkerülnek az anyatejbe;  emberi tapasztalat nincs. Idősebbek esetén viszont gyakoribbak a mellékhatások, elsősorban a székrekedés.
A szer hatását befolyásolhatja  egyes ételek, alkohol fogyasztása, a dohányzás ill. bizonyos gyógyszerek szedése. Az aloszetron ellenjavallt többek között az alábbi szerekkel együtt szedve:
- Apomorfin
- Fluvoxamin
- Cimetidin
- Ciprofloxacin
- Gatifloxacin(en)
- Norfloxacin(en)
- Ofloxacin
- Ketokonazol

Az aloszetront a máj bontja le, ezért súlyos májbetegség esetén a szer ellenjavallt, kevésbé súlyos esetben rendszeres májfunkció-ellenőrzés szükséges a kezelés során.

## Mellékhatások
A leggyakoribb mellékhatás a székrekedés.
Kevésbé gyakoriak: véres hasmenés, újonnan jelentkező vagy rosszabbodó gyomorfájdalom, végbélvérzés.
Ritka, de rendkívül súlyos mellékhatás az ischaemiás colitis(en), a bélrendszer vérellátási zavarából kialakuló betegség, mely néhány esetben halálos kimenetű volt. Ez az oka annak, hogy az aloszetront csak nagyon súlyos IBS ellen adják.
Túladagolás esetén: az izomzat ill. a mozgáskoordináció zavara (remegés, járási bizonytalanság), görcsök, légzési nehézségek, zárkózottság. Specifikus ellenszere nincs. Egyszeri 16 mg-os adag (a napi ajánlott mennyiség 8-szorosa) nem okozott különösebb tüneteket a klinikai kísérletek során. Patkányok és egerek esetén az ember számára ajánlott,  testfelület szerint átszámított adag 30–240-szerese volt halálos.

## Készítmények
Hidrokloridsó formában
- Liminos
- Lotronex

Magyarországon nincs forgalomban aloszteron-tartalmú készítmény